# Materiam superat opus
 Materiam superat opus лат. (изговор: Материјам суперат опус). Дијело је превазишло грађу. (Овидије)

## Поријекло изреке
Један од тројице највећих   пјесника  августовског доба у   Риму, Овидије, у свом пјесничком дјелу Метаморфоза овако описује  храм Сунца,.

## Тумачење
Храм Сунца, умјетничко дјело, је изграђен тако успјешно да је савршенство израде надмашило вриједност грађе.

## Општи смисао
Општи смисао ове изреке јесте: умјетничко дјело је стилски савршеније од саме теме коју изражава.